# José Cóceres
José Cóceres (* 14. August 1963 in Chaco, Argentinien) ist ein Berufsgolfer der nordamerikanischen PGA TOUR.
Cóceres wuchs als eines von 11 Kindern in ärmlichen Verhältnissen auf. Er wurde Caddie und lernte sich das Golfspiel selbst. 1986 schlug Cóceres die Profilaufbahn ein und qualifizierte sich 1990 für die European Tour. Nach zwei holprigen Saisonen begann er sich ab 1993 zu stabilisieren und erreichte 2000 seine beste Platzierung in der Geldrangliste, einen 13. Platz.
2001 wechselte Cóceres zur PGA TOUR, wo er zwar unbeständig spielte, aber mit zwei Siegen in seiner ersten Saison für Aufsehen sorgte. Besonders, da er der erste Argentinier seit 1968 (Roberto DeVicenzo) war, der ein PGA TOUR Event gewinnen konnte. Cóceres brach sich Anfang 2002 einen Arm und kämpft seither um den Anschluss.
José Cóceres gewann auch noch einige Turniere in seiner Heimat und in Lateinamerika. Er wurde 2001 mit dem Olimpia de Oro als Argentiniens Sportler des Jahres ausgezeichnet.

## Turniersiege als Profi
- 1991 Pinemar Open (Argentinien)
- 1992 Montevideo Open (Uruguay), Los Cardales Challenge (Argentinien)
- 1993 Pinemar Open (Argentinien)
- 1994 Heineken Open Catalonia (European Tour)
- 1995 Tournament of Champions (Argentinien)
- 1996 Los Loenes Open (Chile)
- 2000 Dubai Desert Classic (European Tour)
- 2001 Worldcom Classic - The Heritage of Golf, National Car Rental at Walt Disney World Resort (beide PGA TOUR)
- 2004 Argentine Open
- 2007 Campeonato Metropolitano (Argentinien)
- 2011 Torneo de Maestros
- 2019 Swiss Seniors Open, Murhof Legends-Austrian Senior Open (beide Staysure Tour)